# Ciao Ragazzi!
Ciao Ragazzi! è una società di produzione audiovisiva, fondata da Claudia Mori nel 1999. La società si è avvalsa della collaborazione di sceneggiatori e registi di rilievo, quali Liliana Cavani.

## Produzioni
- Padri, regia di Riccardo Donna - miniserie TV (2002)
- Un anno a primavera, regia di Angelo Longoni - film TV (2005)
- De Gasperi - L'uomo della speranza, regia di Liliana Cavani - miniserie TV (2005)
- Rino Gaetano - Ma il cielo è sempre più blu, regia di Marco Turco - miniserie TV (2007)
- Einstein, regia di Liliana Cavani - miniserie TV (2008)
- C'era una volta la città dei matti..., regia di Marco Turco - miniserie TV (2010)
- Mai per amore, regia di Liliana Cavani, Marco Pontecorvo e Margarethe von Trotta - miniserie TV (2012)
- Caruso, la voce dell'amore, regia di Stefano Reali - miniserie TV (2012)
- Clarisse, regia di Liliana Cavani - documentario (2012)
- Francesco, regia di Liliana Cavani - miniserie TV (2014)
- Fratelli Caputo, regia di Alessio Inturri - miniserie TV (2020-2021)